# 哈拉盧赫
50°42′19″N 27°0′36″E / 50.70528°N 27.01000°E
哈拉盧赫（羅馬化：Kharaluh）是位於烏克蘭西北部里夫內州裏里夫內區的村莊，面積1.515平方公里，2001年人口424，人口密度每平方公里279.87人。